# Gary Hyde (cầu thủ bóng đá)
Gary Stuart Hyde (sinh ngày 28 tháng 12 năm 1969) là một cựu cầu thủ bóng đá người Anh có 47 lần ra sân ở Football League thi đấu ở vị trí tiền vệ cánh cho Darlington và Scunthorpe United. Ông từng đầu quân cho Leicester City, mà không thi đấu trận nào ở Giải quốc nội, và tiếp tục chơi bóng đá non-league cho Whitby Town. Ông từng nằm trong đội hình của Darlington vô địch Football Conference 1989-90.